# Síndrome de Treacher Collins
A síndrome de Treacher Collins (também conhecida como disostose mandibulofacial ou síndrome de Franceschetti-Klein) é uma doença genética caracterizada por deformidades craniofaciais, que afeta o desenvolvimento de estruturas geradas a partir do primeiro e segundo arcos branquiais durante a sétima semana de gestação, período no qual os ossos da face estão em formação e a interferência nos genes codificadores dessas estruturas pode ocorrer. É uma anomalia rara, com incidência de 1:40000 a 1:70000 nascidos vivos.

## Genética
A STC é um distúrbio principalmente autossômico dominante, que resulta, em cerca de 78 a 93% dos casos, de uma mutação no gene TCOF1, localizado em 5q32-33.1 - braço longo do cromossomo 5, região 3, banda 2 à região 3, banda 3 e sub-banda 1. Descobertas relativamente recentes (2011) mostraram que mutações nos genes POLR1C e POLR1D, localizados em 6q21.2 - braço longo do cromossomo 6, região 2, banda 1 e sub-banda 2 - e 13q12.2 - braço longo do cromossomo 13, região 1, banda 2 e sub-banda 2 -, respectivamente, também estão relacionadas à síndrome, correspondendo a cerca de 8% dos casos.
Estudos moleculares revelam que 40% dos nascidos com STC herdam uma cópia mutada do gene TCOF1, em uma condição autossômica dominante, enquanto os 60% restantes vêm de uma nova mutação, ao acaso. A mutação mais comum no gene TCOF1 é conhecida por ter uma penetrância incompleta. Assim, o fenótipo não pode ser predito pelo genótipo do paciente. Além disso, a expressividade do distúrbio é altamente variável, até mesmo entre a própria família do nascido.
Diferentes formas de mutações, como deleções, inserções, splicing, mutações missense e nonsense já foram descritas nesse distúrbio, principalmente no gene TCOF1, todas levando produtos gênicos (proteínas) mal formados. As mutações no POLR1C são descritas como autossômicas recessivas, enquanto no POLR1D podem ser autossômicas dominantes ou recessivas. De forma geral, todos esses genes - TCOF1, POLR1C e POLR1D - são responsáveis pela formação dos ribossomos nas células dos primeiro e segundo arcos branquiais durante o desenvolvimento embrionário. O ribossomo é uma organela importante para o crescimento e a proliferação celular, pois está envolvida na produção de proteína, sendo que mutações nesses genes limitam a biogênese do RNA (a base do ribossomo e das proteínas) e causam patologias associadas.

### TCOF1 e a proteína Treacle
A proteína Treacle, codificada pelo gene TCOF1, é uma fosfoproteína nuclear que está relacionada à síntese de ribossomos. Estudos mostraram que a heterozigose do TCOF1 diminui a migração das células da crista neural craniana para a nascente região craniofacial, sugerindo que mutações nesse gene interferem na biossíntese de ribossomos nas células da crista neural e do neuroepitélio. A perda desses ribossomos leva a um desequilíbrio entre a necessidade de crescimento e a disponibilidade de estruturas, levando a célula a ativar vias de sinalizações de destruição celular (apoptóticas). Os achados de apoptose e hipoplasia das células da crista neural e do neuroepitélio são característicos da síndrome.
Mais de 120 mutações já foram descritas como causas do fenótipo do STC, a maioria delas são pequenas mutações frameshift produzindo uma proteína desfigurada. Os éxons 4, 10, 15, 16, 23, 24 e 25 foram identificados como pontos importantes de mutações da TCOF1. As características das mutações são diversas, algo que é explorado por diversos estudos.
Dentre as funções conhecidas da Treacle, ela é essencial, em última instância, para a correta transcrição do rDNA e também para o processamento correto do rRNA (RNA ribossômico), tendo em vista o seu envolvimento com a biogênese do ribossomo, um importante elemento para a produção de proteínas a partir do RNAm. Essa deficiência de produção foi observada na ectoderme neural, bem como na crista neural, mas não em tecidos como a endoderme, implicando que a Treacle pode funcionar como uma reguladora específica do tecido citado no que diz respeito a biogênese do ribossomo. É importante citar que a Treacle não exerce somente essas funções, alguns de seus domínios estão associados a outras funções não tão bem descritas que também podem estar envolvidas na patogênese da Síndrome de Treacher Collins.

### O papel da proteína p53
A proteína p53, codificada pelo gene TP53, é ativada em resposta ao estresse celular resultante do comprometimento da biogênese de ribossomos em embriões heterozigóticos para TCOF1. Dessa forma, essas proteínas supressoras de tumor, que mantêm o equilíbrio entre a proliferação celular e a apoptose em todas as células do corpo, impedem que as células do tubo neural em proliferação avancem da fase G1 para a fase S do ciclo celular. Heterozigotos para TCOF1 foram encontrados tendo níveis de p53 mais de duas vezes maiores que em indivíduos sem genes mutados, provavelmente por conta de uma estabilização pós-tradução dessa molécula. A produção de ribossomos prejudicada ativa diretamente a p53, o que pode ser um mecanismo importante dentro da STC. Essa influência da p53 levanta, ainda, a hipótese de que ela possa ser um possível alvo terapêutico.
Estudos levantam a possibilidade de que a inibição da atividade da p53 pode ser capaz de bloquear a apoptose neuroepitelial, restaurar a população de células da crista neural e prevenir as anomalias craniofaciais características da STC. De fato já ocorreram estudos do tipo em camundongos haploinsuficientes para a TCOF1, que mostrou que a inibição in utero da p53 preveniu as anormalidades características da STC. Entretanto, a p53 desempenha uma série de outras funções celulares importantes, entre as quais o seu papel como supressor tumoral. A sua perda frequentemente resulta na formação de tumor em estudos com camundongos. Na inibição da p53, apesar de serem evitados os defeitos craniofaciais, a biogênese do ribossomo ainda se mostrou bastante prejudicada nos camundongos haploinsuficientes para o gene TCOF1. Isso implica, em primeiro lugar, que a biogênese de ribossomos deficiente por si só não é suficiente para gerar o fenótipo da síndrome de Treacher Collins. Em segundo lugar, que ela pode não ser o gatilho responsável pela ativação da p53 e subsequente apoptose neuroepitelial. Em terceiro lugar, pode haver outras funções não ribossômicas ou não nucleares para a Treacle durante a embriogênese. Funções ainda não descobertas da Treacle devem ser totalmente exploradas a fim de avaliar completamente a etiologia e a patogênese da STC. Os resultados potenciais incluem fornecer uma melhor compreensão dos papéis do TCOF1 durante a embriogênese e também, possivelmente, identificar outras vias terapêuticas para a prevenção e reparo da STC e outras síndromes de malformação craniofacial.

### Os genes POLR1C e POLR1D
Os genes POLR1C e POLR1D codificam subunidades da RNA Polymerase (RNA Pol) I e III que transcrevem RNA ribossômicos (rRNA). Mutações nesses genes, deleções em sua maioria, causando STC foram descobertas em 2011, porém nenhum modelo mamífero está disponível para estudar essa mutação e sua relação com a STC.
Alguns cientistas estão utilizando modelos de peixes-zebra para desenvolver estudos sobre os papéis do POLR1C e POLR1D na patogênese da STC. Alguns estudos até agora mostraram que, de fato, mutações nesses genes causam deformidades craniofaciais nos peixes-zebras mutantes homozigotos. Os resultados indicaram que a especificação e migração de células da crista neural permanecem normais em mutantes, mas que houve uma redução geral no número dessas células localizadas nas arcadas faríngeas. E marcadores específicos confirmaram que os mutantes POLR1C e POLR1D têm uma capacidade de proliferação celular mais baixa.
Já estudos em humanos, não relacionados a STC, mostraram uma diminuição da transcrição do precursor 47S e do ribossomo 80S funcional em mutantes POLR1C e POLR1D por meio de PCR em tempo real e análise de perfil de polissomo, respectivamente, indicando transcrição reduzida de rRNA e biogênese de ribossomos reduzida. Estes resultados também sugeriram que a interrupção da síntese de rRNA é principalmente devido à função Pol I alterada, mas não Pol III. A redução da biogênese do ribossomo induz a via do p53 e, subsequentemente, leva à interrupção do ciclo celular e apoptose, como ocorre nas mutações de TCOF1. A indução de p53 e proteínas relacionadas ao ciclo celular, como ccng1 e p21, foram encontrados no mutante POLR1C.

## Sinais e Sintomas
As malformações encontram-se restritas à cabeça e pescoço e os indivíduos acometidos geralmente apresentam saúde dos demais sistemas corporais e cognição inalteradas. A ampla expressão também ocorre nas diversas características que um único indivíduo pode apresentar, de modo que uma única anormalidade não é o suficiente para um diagnóstico da STC. Alguns estudos evidenciaram sinais clínicos consistentemente presentes em todos os pacientes: hipoplasia zigomática e fissuras palpebrais inclinadas para baixo.
·       Inclinação inferior das fissuras palpebrais;
·       Coloboma da pálpebra inferior;
·       Micrognatia (deformação da mandíbula inferior);
·       Hipoplasia das arcadas zigomáticas;
·       Microtia (deformidade congênita, na qual o pavilhão auricular/orelha externa é subdesenvolvido);  
·       Hipoplasia da maxila com fenda do palato secundário ou palato alto e arqueado;
·       Dentes mal posicionados.
Sabe-se que devido à má formação óssea, os sujeitos com esta síndrome podem ter muita dificuldade em ouvir, respirar e em se alimentar. Ocorrem também algumas outras manifestações da síndrome na cavidade oral, como palato ogival (respiração pela boca ) e macrostomia unilateral ou bilateral (deformidade na boca).
·       Perda auditiva devido a deformidades no ouvido externo e médio, que conduz o som para as terminações nervosas;
·       Orelhas anormais ou ausência quase todas delas;
·       Pouco desenvolvimento dos ossos malares ou ausência deles;
·       Maxilar pequeno e inclinado;
·       Boca e nariz largos;
·       Defeito nas pálpebras inferiores e fenda palatina.

## Diagnóstico
O diagnóstico clínico é dificultado pela grande variabilidade dos quadros clínicos da síndrome de Treacher Collins, sendo que os pacientes podem apresentar casos mais brandos ou graves. Assim, a aparência facial precisa ser totalmente analisada e o exame físico deve ser realizado tendo como foco a confirmação dos sinais sindrômicos que podem estar presentes, observando minuciosamente os olhos, nariz, boca, ouvidos e ossos faciais (zigomático, maxilar, mandíbula e cavidade orbital). Pacientes que apresentam uma maior quantidade de estruturas afetadas e quadros mais severos, tendem a ser diagnosticados mais facilmente no exame clínico.
Exames radiológicos e tomografias computadorizadas craniofaciais podem ser utilizados para suporte diagnóstico, mas o principal método de comprovação da síndrome é o exame genético de identificação de mutações nos genes TCOF1 (principal), POLR1D ou POLR1C.
O diagnóstico pré-natal dessa síndrome é importante e pode ser realizado por meio da “biópsia do vilo corial entre 10ª e 13ª semanas ou amniocentese entre 16ª e 18ª semanas de gestação para realização de estudo do material genético”, e da ultrassonografia tridimensional ou da fetoscopia, com indicação em famílias que possuem histórico da síndrome de Treacher Collins. A recomendação é que esses métodos sejam aplicados no segundo trimestre da gravidez, para melhores resultados, e que os pais sejam aconselhados sobre os exames, sendo discutidas, também, informações essenciais sobre a síndrome.

## Tratamento
O tratamento pode-se dividir em três fases:
A primeira, abrangendo desde o período do nascimento até os dois anos, esta fase almeja prioritariamente sanar os problemas provocados, advindos de obstruções respiratórias e problemas de alimentação.
Na segunda, que vai dos 02 aos 12 anos, almeja-se efetuar a reconstrução primária do terço superior da face; a efetivação da fala e o desenvolvimento social dos afetados.
Já na terceira, que corresponde a faixa etária dos 13 aos 18 anos ocorre o término da reconstrução facial que foi iniciada na fase anterior, utilizando-se para tal de cirurgia ortognática, genioplastia e rinoplastia, entre outros recursos cirúrgicos.
Deve haver uma abordagem multidisciplinar, com a intervenção de vários profissionais de saúde, tais como: cirurgiões crânio-faciais, oftalmologistas, fonoaudiólogos, cirurgiões dentistas, otorrinolaringologistas, psicólogos, dentre outros profissionais que possam vir a ser requisitados. Dentre os tipos de cirurgias corretivas empregados, têm-se a cirurgia de reparação da fenda palatina. É fundamental o acompanhamento desses pacientes por profissionais que cuidem da sua saúde bucal, com especial destaque aos ortodontistas, visando dessa forma assegurar a preservação das estruturas dentárias e a qualidade da alimentação dos pacientes.
Ainda que seja uma doença com sérias consequências no desenvolvimento craniofacial, a maior parte das limitações pode ser contornada por meio das cirurgias atualmente conhecidas, possibilitando a continuidade do desenvolvimento do paciente.

## Condições bucais de pacientes com a Síndrome  Treacher Collins
As condições bucais em pessoas com a síndrome treacher collins são: mordida aberta anterior, má oclusão dentária advinda da hipoplasia da mandíbula, acrescida de defeito no palato, que pode ser fendido, alto ou arqueado. Na maioria dos casos, a má oclusão dentária predominante é o apinhamento, principalmente por deficiências de bases ósseas. Nesse contexto, o tratamento odontológico, principalmente o ortodôntico terá papel de destaque, uma vez que trará inúmeros benefícios para os pacientes.
Devido a anormal da mandíbula, ocorrem complicações que afetam a visão, audição, fala e paladar dos pacientes. Então, algumas manifestações odontológicas  pode ocorrer, como:
- Macrostomia uni ou bilateral (deformidade na conformação da boca);

- Displasia da articulação temporomandibular (DTM);

- Limitação de abertura bucal;

- Desvio da linha média;

- Má oclusão;

- Retrognatismo;

- Prognatismo mandibular.

## Curiosidades

### FilmeExtraordinário
Auggie Pullman (Jacob Tremblay) é um garoto que nasceu com uma deformação facial, devido a síndrome treacher collins, o que fez com que  o garoto passasse por 27 cirurgias plásticas. Aos 10 anos, ele pela primeira vez frequentará uma escola regular, como qualquer outra criança. Lá, precisa lidar com a sensação constante de ser sempre observado e avaliado por todos à sua volta por causa da sua doença. 